# Банка само за жени
Банка само за жени е вид банка в някои ислямски държави, в които са основополагащи законите на шариата. В такива банки могат да влизат само жени.
Dubai Islamic Bank отваря собствен клон на „банка само за жени“ през 2001 г.
В Машхад, Иран такава банка се открива на 7 юни 2010 г. Директорът на държавната банка Bank Melli заявява, че „не се цели сексизъм, а респект към жените“.